# Metan
Metan je najpreprostejši ogljikovodik, je plin s kemijsko formulo CH4. Čisti metan je brez vonja, pri običajni uporabi pa je navadno pomešan z manjšimi količinami dišav, to so žveplove spojine močnih vonjev, kot je etantiol. Tako se lažje poiščejo uhajanja plina.
Metan je mogoče dobiti hitro in enostavno z naravnimi biološkimi procesi. V Sloveniji uporabljamo predvsem zemeljski plin.
Metan je najenostavnejši alkan in je glavna sestavina naravnega plina in je pomembno gorivo. Zgorevanje ene molekule metana v prisotnosti kisika sprosti eno molekulo CO2 (ogljikov dioksid) in dve molekuli H2O (voda):
CH4 + 2 O2 → CO2 + 2 H2O
Metan je odkril in izoliral Alessandro Volta med 1776 in 1778, ko je preučeval močvirski plin iz jezera Maggiore .
Metan je odgovoren za približno 20 % dviga povprečne temperature, zabeležene od začetka industrijske revolucije. Metan vpliva tudi na razgradnjo ozonske plasti. Ocenjuje se, da bi bila brez njegove prisotnosti povprečna temperatura zemeljskega površja nižja za 1,3 °C.
Metan je razmeroma močan toplogredni plin s potencialom globalnega segrevanja 25 v 100 letih. To pomeni, da v povprečju v 100 letih vsak kilogram CH4 ogreje Zemljo 25-krat bolj kot enaka masa CO2.

## Lastnosti
Pri sobni temperaturi in pritisku je metan brezbarven plin brez vonja. Vrelišče pri eni atmosferi pritiska ima pri temperaturi -162 °C in je zelo vnetljiv.
Metan se topi pri -182,6 °C in vrelišče pri -161,7 °C. Zaradi nepolarne lastnosti je težko topen v vodi, etanolu in dietil etru. Talilna toplota in izparilna toplota so 1,1 kJ/mol in 8,17 kJ/mol. Kalorična vrednost (ali kurilna vrednost oz. Hi) je 35,89 MJ⋅m-³. Standardna entropija je 188 J/mol*K. Pri 90,67 K in 0,117 bar ima metan trojno točko, pri 190,56 K in 45,96 bar pa kritično točko.
Je plin brez barve in vonja. Ima manjšo gostoto od zraka, tako da se dviga v višje plasti atmosfere. Tam deluje kot toplogredni plin in je 20- do 30-krat bolj učinkovit kot ogljikov dioksid. V višjih plasteh reagira s kisikom in tvori ogljikov dioksid in vodo.

## Količina metana
Velika količina metana se nahaja v zemeljski skorji. Leta 1998 je bilo 1745 delcev na miljardo (ppb). Do leta 1998 se je število povečalo na 1800 (ppb), do leta 2010 pa na 1850 (ppb). Znanstveniki so opisali, da je bila količina metana v letu 2010 največja v zadnjih 400.000 letih. V ledeniških obdobjih je koncentracija metana v ozračju znašala med 300 in 400 (ppb) .
Na Zemlji je po ocenah letno 600 milijonov ton metana. Velike količine metana so v obliki metan hidrata (metanov klatrat) v globinah oceana in v permafrostu. Ta rezervoarja metana bi lahko imela pomembno vlogo pri podnebnih ciklih.
Glavni viri emisij metana so:
- Razgradnja odpadkov na komunalnih odlagališčih 
- Naravni viri (mokrišča): 23%
- Izvleček iz fosilnih goriv: 20%
- Prebavni proces živali (živine): 17%
- Bakterije v riževih poljih: 12%
- Ogrevanje ali anaerobna presnova biomase.
Od 60 % do 80 % svetovnih emisij je človeškega izvora. Te prihajajo predvsem iz premogovnikov, deponij in nafte, poslovanja, cevovodov in kmetijstva.

## Nastanek metana
Metan nastaja globoko pod površino zemlje pri visokih temperaturah in pritiskih, po navadi brez vulkanske aktivnosti. To je glavna sestavina zemeljskega plina (85-98%), ki se pojavlja predvsem kot spremljevalec nafte.
Veliko metana je nastalo z mikroorganizmi: z gnitjem organskih snovi v zraku ali močvirjih. Tudi bioplin je večinoma metan (okoli 60 %). Te reakcije povzročajo mikroorganizmi) in poteka v več fazah, v katerem se različne skupine mikroorganizmov, ki se ukvarjajo z njihovo presnovo.
Koncentracija metana se je v atmosferi povečala od leta 1750 do leta 2000 iz 0,8 ppm na 1,75.
Metan nastaja tudi v prebavnem traktu mnogih živali (nekaj nevretenčarjev in sesalcev). Ta plin je prisoten v majhnih količinah tudi v človeških vetrovih.

## Metan v vesolju
Metan so odkrili v atmosferi Marsa (10,5 ppb). Metan je lahko tudi vulkanskega izvora, vendar za to trditev nimajo dokazov.
Tudi v atmosferah Titana, Jupitra, Saturna, Urana, Neptuna in Plutona je metan.